# Yves Saint-Laurent
Yves Henri Donat Mathieu-Saint-Laurent, känd som Yves Saint Laurent, född 1 augusti 1936 i Oran i dåvarande Franska Algeriet, död 1 juni 2008 i Paris i Frankrike, var en fransk modeskapare. Han dominerade 1900-talets mode tillsammans med Coco Chanel, Paul Poiret och Christian Dior, vars modehus han ledde 1957–1961. Hans visningsort var Paris.

## Biografi
Yves Saint Laurent kom till Paris som 17-åring från Oran i dåvarande Franska Algeriet och började ett år senare hos Christian Dior sedan han vunnit en formgivartävling. Vid Diors död 1957 efterträdde den 21-årige Saint Laurent honom som chef för Dior-företaget och blev kvar där till 1961, då han tvingades göra militärtjänst. Han startade sitt eget modehus 1962. Detta övertogs av Gucci-koncernen den 1 november 2002.
Yves Saint Laurent förknippas med enkla klassiska plagg som safarijackan, byxdressen, skepparkavajen, capen, den A-formade klänningen, skinnjackan och smokingen. Han har även gjort teaterscenografi.
Hans kläder kom att återspegla kvinnans förändrade roll i samhället; hennes självförtroende, rätt till egen sexualitet och plats på arbetsmarknaden.
Han var inte okontroversiell med sitt mode. Han fick förkrossande kritik i USA för 1971 års kollektion som hämtat inspiration från andra världskrigets Paris. Och när han introducerade parfymen Opium anklagades han för att uppmuntra till narkotikabruk.
På grund av sin homosexualitet mobbades Saint Laurent svårt i skolan, vilket således skulle ge honom både fysiska och psykiska men för livet, hans mentala hälsa var mycket skör och han framträdde därför sällan offentligt, utan syntes istället genom sitt mode. Han meddelade på en presskonferens 2002 att han mer eller mindre omedelbart skulle gå i pension.
Yves Saint Laurent avled av hjärntumör i Paris den 1 juni 2008.